# Hygrotus pallidulus
Hygrotus pallidulus är en skalbaggsart som först beskrevs av Aubé 1850.  Hygrotus pallidulus ingår i släktet Hygrotus och familjen dykare. Inga underarter finns listade i Catalogue of Life.